# غاري هانسون
غاري هانسون (بالإنجليزية: Gary Hanson)‏ هو مربي ماشية وسياسي أمريكي، ولد في 17 ديسمبر 1949 في سيستون في الولايات المتحدة. نشط حزبياً في الحزب الديمقراطي. وقد انتخب عضو داكوتا الجنوبية البيت النواب.